# Мемнон Хераклейски
Вижте пояснителната страница за други личности с името Мемнон.
Мемнон Хераклейски (на старогръцки: Mέμνων, Μέμνονος, Memnon, fl. 1 век) е древногръцки (локален) историк от 1 век.
Мемнон е роден вероятно в Хераклея Понтика. Той е автор на историята за този град на старогръцки език, наречена Περὶ Ἡρακλείας (Perì ʰērakleias „За Хераклея“).
Деветата книга на Мемнон започва с началото на тиранията в Хераклея 364/363 пр.н.е. От 335 пр.н.е той пише общо за историята на диадохските войни. От 14 книга той пише за историята на Римската република от началото до битката при Магнезия 190 пр.н.е.
Той описва обширно Третата Митридатова война (капител 23–37). Не е известно кога завършва историята му и колко книги има.
Мемнон ползва локалните историци Нимфис Хераклейски († сл. 246 пр.н.е.) и евентуално Домиций Калистрат (живял през първата половина на 1 век пр.н.е.).
Неговите книги 9 до 16 служат на византийския патриарх Фотий I (9 век) за неговия Exzerpt.

## Издания
- Felix Jacoby, Die Fragmente der griechischen Historiker (FGrH), Nr. 434.
- Arthur Keaveney, John A. Madden, Memnon. In: Brill’s New Jacoby, Nr. 434
- Andrew Smith (2004), History of Heracleia online, attalus.org